# Hierodula rufomaculata
Hierodula rufomaculata es una especie de mantis de la familia Mantidae.

## Distribución geográfica
Se encuentra en Sumatra (Indonesia).